# Jean-Michel Liade Gnonka
Jean-Michel Liade Gnonka (Uagadugú, Burkina Faso, 20 de julio de 1980) es un exfutbolista de Burkina Faso que jugaba en la posición de defensa.

## Carrera

### Club
| Periodo   | Club                       |
| --------- | -------------------------- |
| 1997-2000 | ASFA Yennega               |
| 2000-2004 | RC Kouba                   |
| 2004-2006 | Etoile Filante Ouagadougou |
| 2006-2007 | Paradou AC                 |
| 2007-2009 | AS Khroub                  |
| 2012-2015 | Krabi FC                   |

### Selección nacional
Jugó para Burkina Faso en 29 ocasiones de 1998 a 2004 y participó en tres ediciones de la Copa Africana de Naciones.

## Logros
- Primera División de Burkina Faso (1): 1998
- Supercopa de Burkina Faso (2): 1999, 2006
- Campeonato de Clubes de la WAFU (1): 1999
- Copa de Burkina Faso (1): 2006